# Coenonympha oedippus
Coenonympha oedippus är en fjärilsart som beskrevs av Fabricius 1787. Coenonympha oedippus ingår i släktet Coenonympha och familjen praktfjärilar. IUCN kategoriserar arten globalt som nära hotad. Inga underarter finns listade i Catalogue of Life.

## Bildgalleri

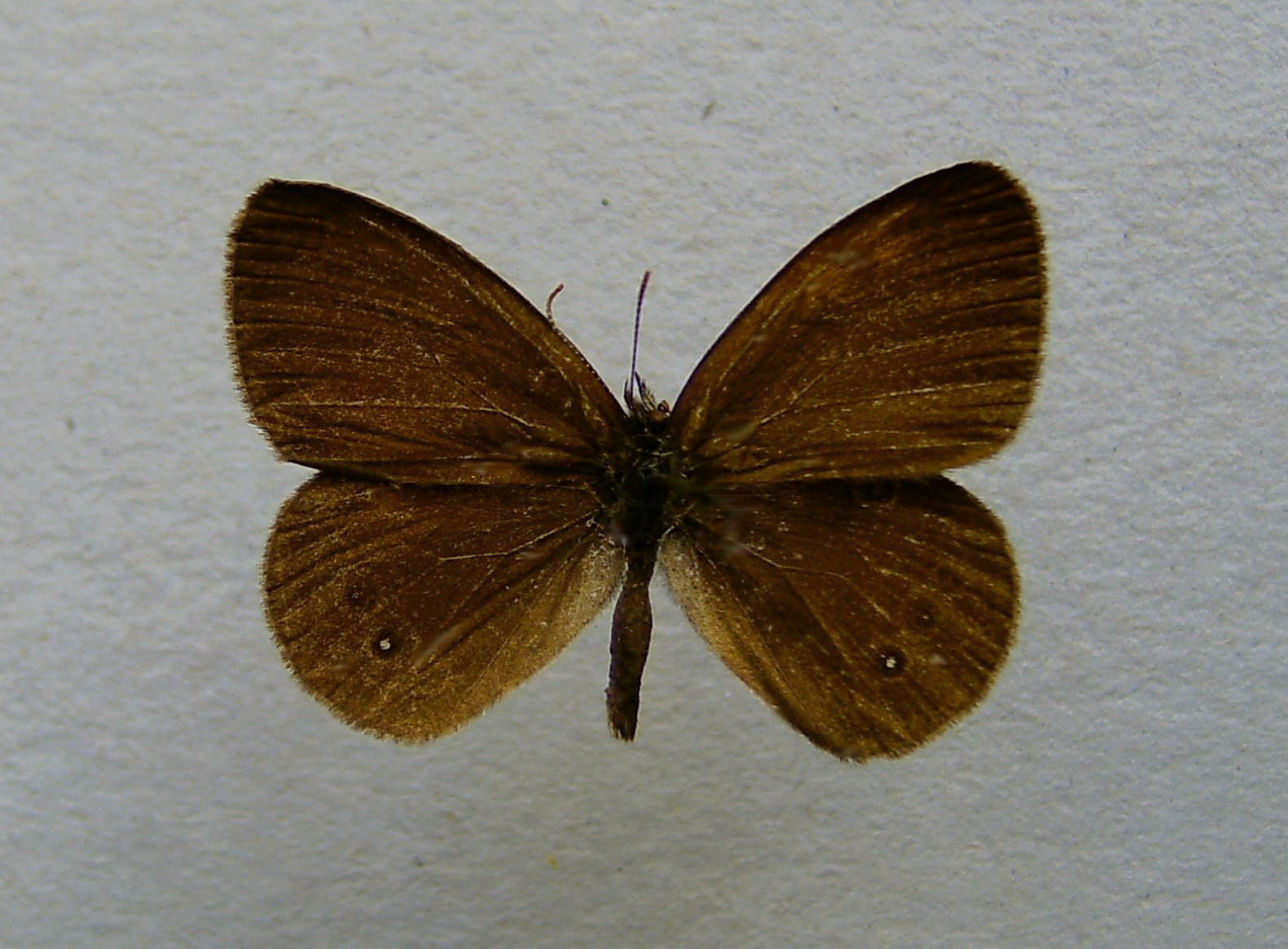
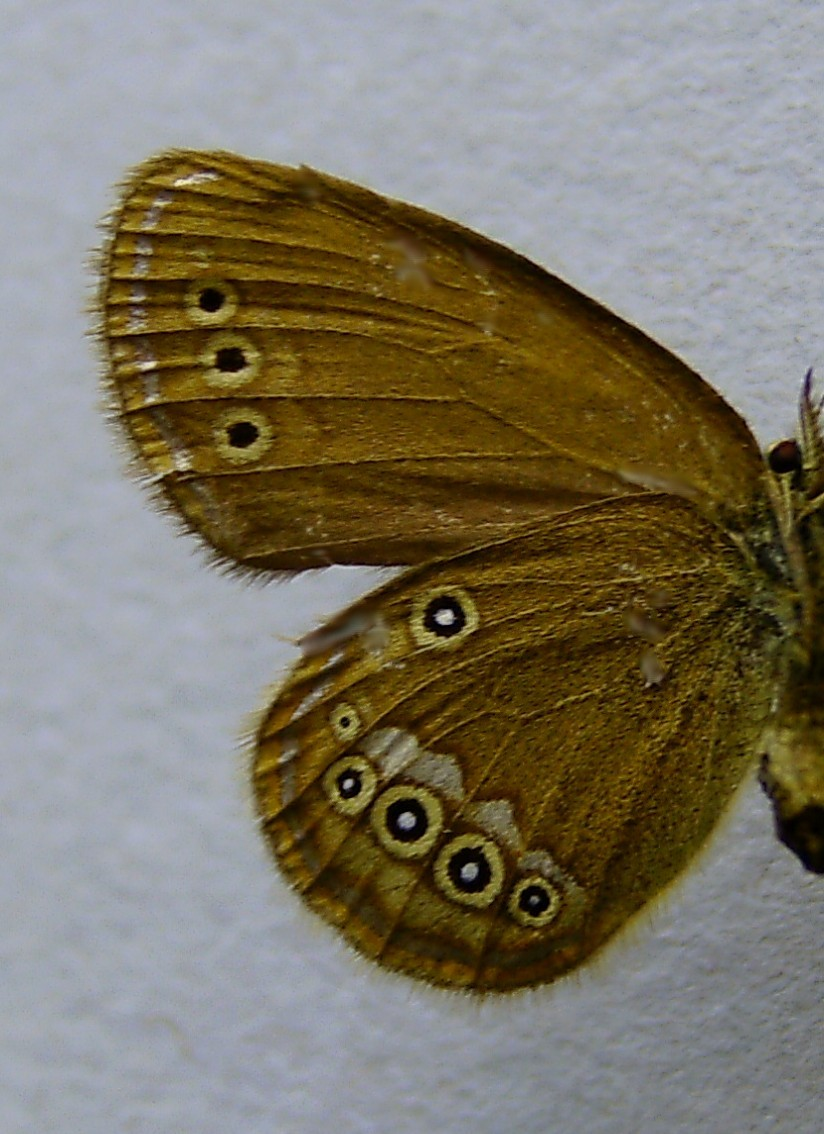
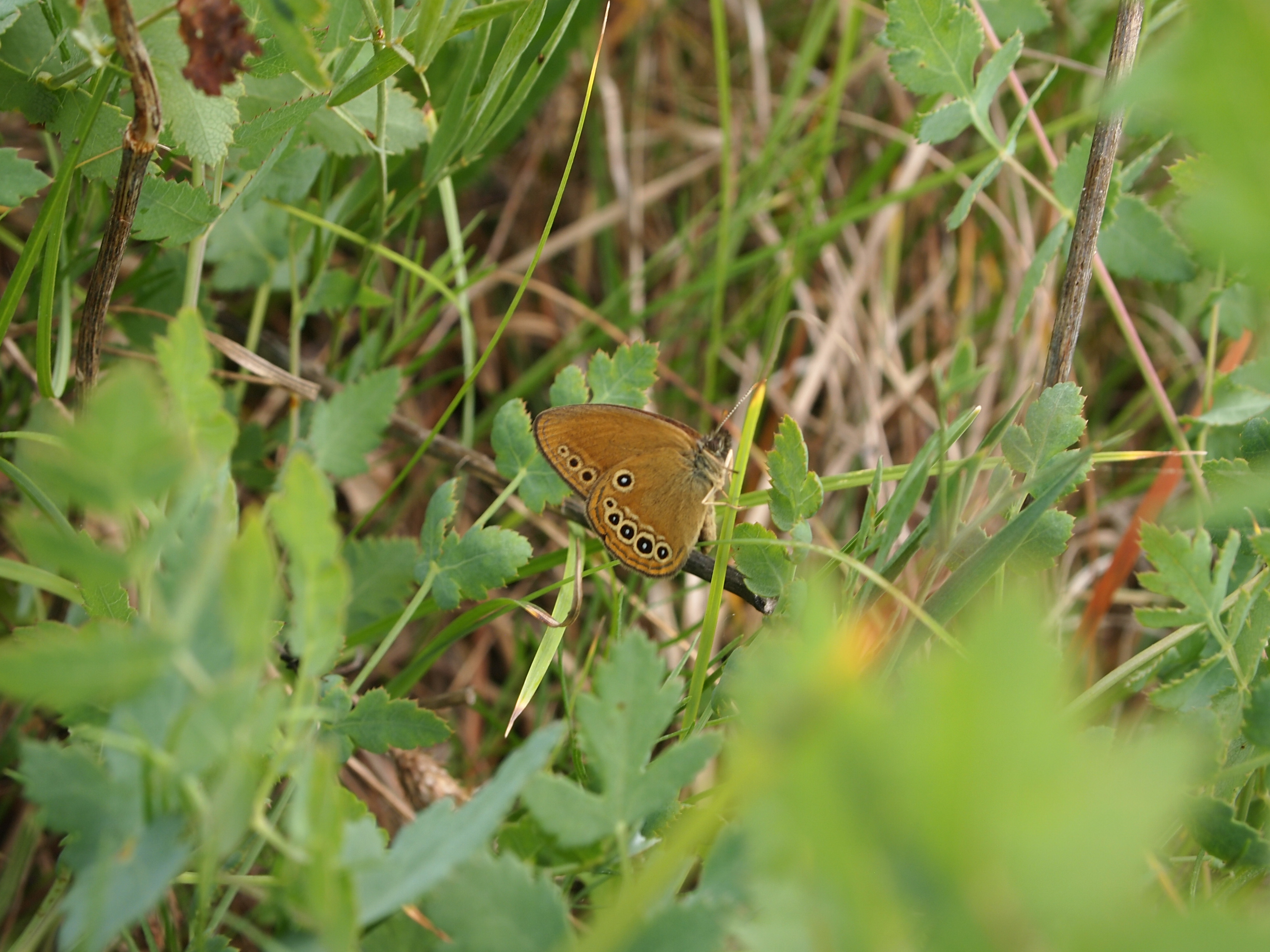
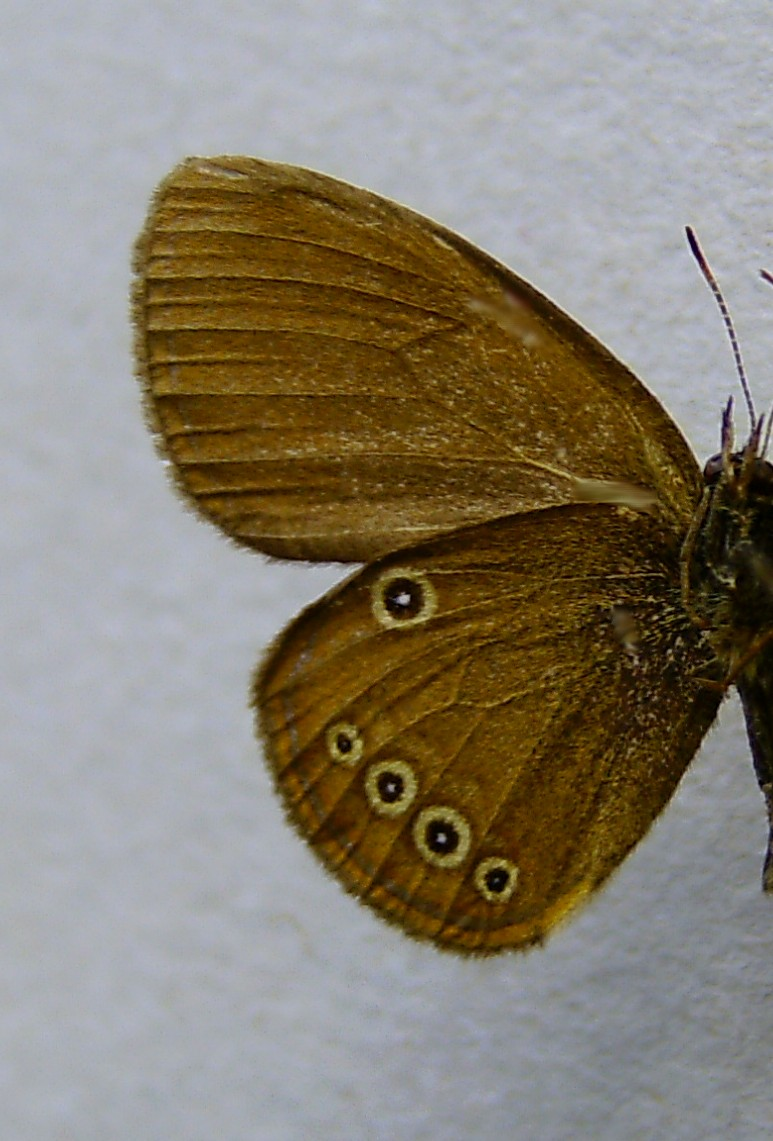